# Pöppendorfer Ringwall

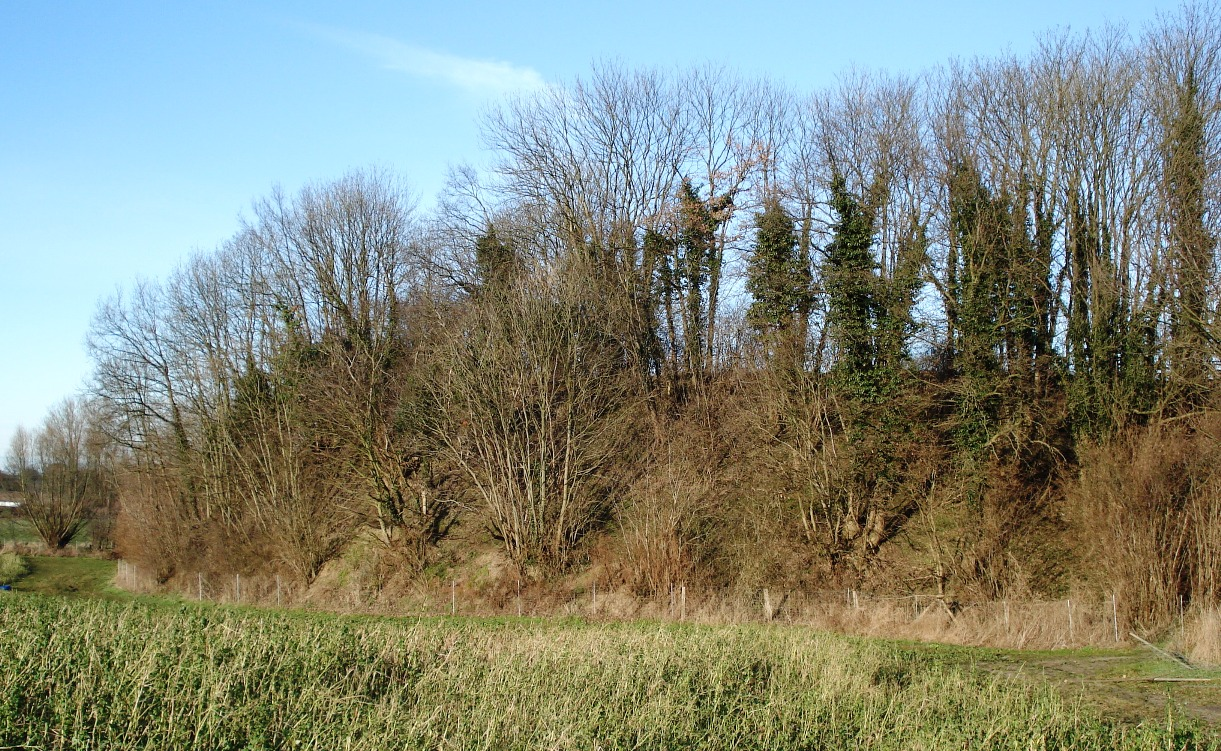
Der Pöppendorfer Ringwall von Süden

Der Pöppendorfer Ringwall ist ein Burgwall an der Straße vom Dorf Pöppendorf zum Waldhusener Forst. Pöppendorf ist ein Teil des Lübecker Ortsteils Kücknitz in Schleswig-Holstein. Er ist einer der besterhaltenen und ansehnlichsten Burgwälle in Ost-Holstein. Darüber hinaus gilt er als Schulbeispiel für slawische Burgwälle.

## Ausmaße

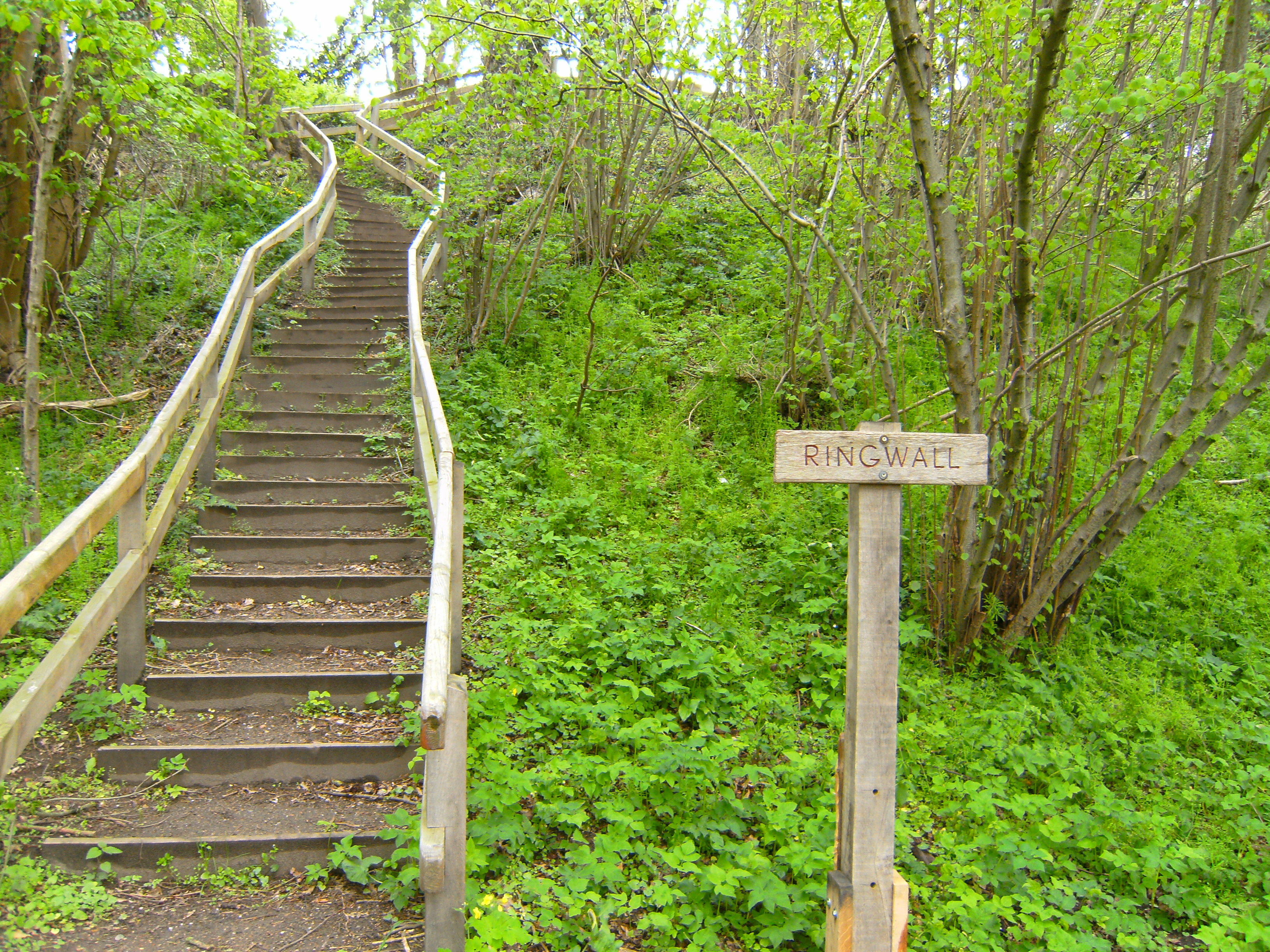
Pöppendorfer Ringwall südlich von Pöppendorf bei Lübeck. Stufen verlaufen von der Straße bis zur Wallkrone.

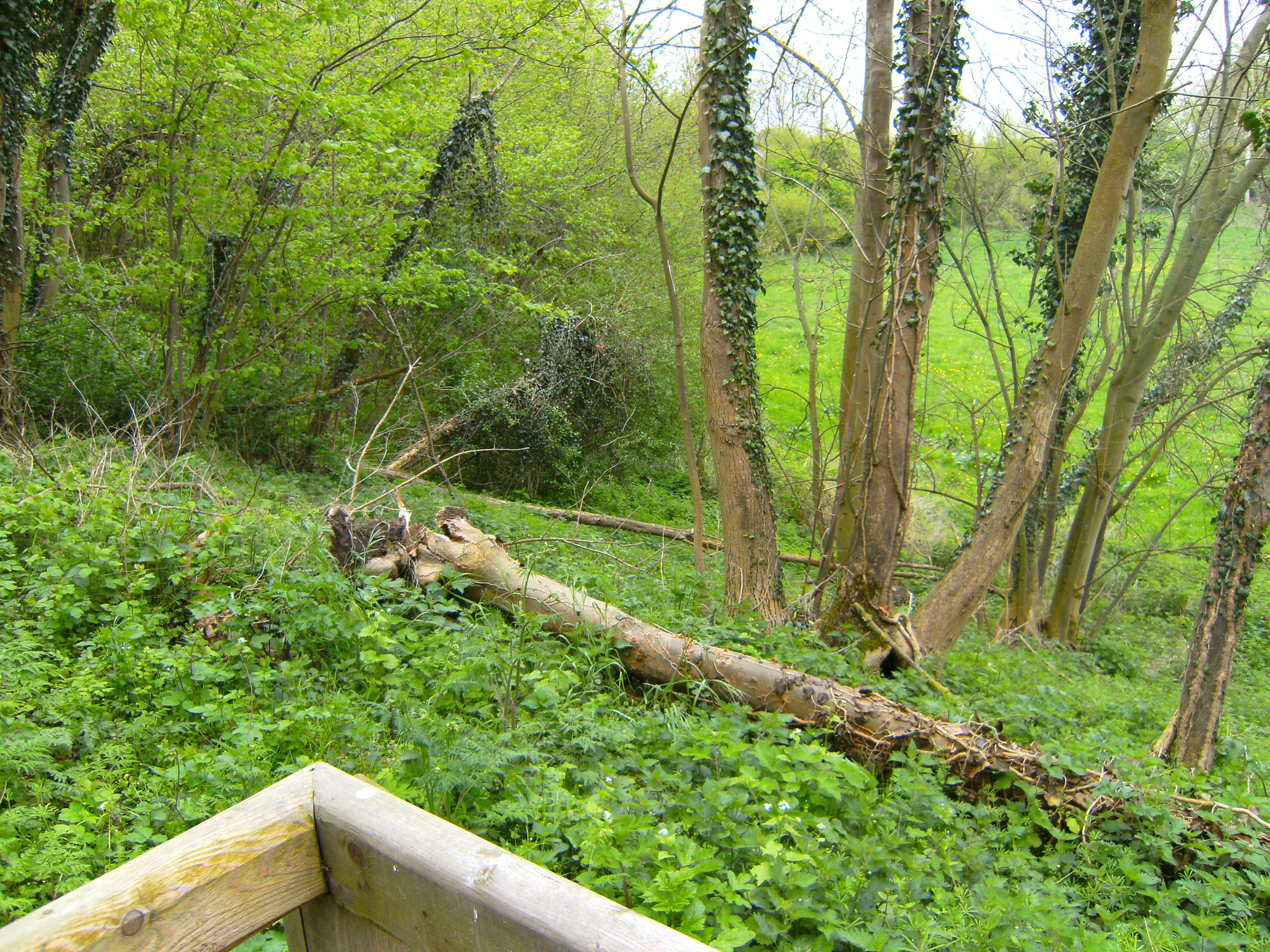
Pöppendorfer Ringwall südlich von Pöppendorf bei Lübeck. Innenbereich.

Der Ringwall wurde auf einer kleinen Anhöhe errichtet, die im Nordosten von einer feuchten Niederung umgeben ist. Er hat einen Durchmesser von etwa 100 m und eine Höhe von 8–12 m über der Umgebung sowie 3–6 m über dem Innenraum. Die Höhe des Ringwalls ist im Nordosten in Richtung der feuchten Niederung niedriger ist als im Südwesten. Nach Nordosten ist auch das Tor ausgerichtet.

## Geschichte
Der Ringwall wurde im 8. Jahrhundert durch die Wagrier errichtet und um das Jahr 1000 aufgegeben. Die im Innenraum und bei der westlichen Wallabtragung aufgelesene Keramik ist mittelslawisch. Der Wall wird zur Zeit des Bestehens von Alt Lübeck bzw. beim Einsetzen der Chronistik des 11. und 12. Jahrhunderts nicht mehr genutzt worden sein. Mit ihm sind nach K. Hucke die auf dem „Pöppendorfer Hals“ gelegenen slawischen Hügelgräber in Verbindung zu bringen.
Die dem Ringwall zugehörige Siedlung befand sich im Südwesten neben dem Ringwall. Unter der Keramik wurden tiefstichverzierte Scherben aus der Jungsteinzeit erkannt. Dadurch erhielt die Vermutung Nahrung, dass unter dem Wallinneren eine Megalithanlage verborgen sei. Für diese Annahme sprechen große Findlinge, die in der ersten Hälfte des 19. Jahrhunderts bei Probestichen vorgefunden wurden.
Der Burgwall steht unter Denkmalschutz.